# Сан-Антонио Скорпионс
«Сан-Анто́нио Ско́рпионс» (англ. San Antonio Scorpions) — бывший американский профессиональный футбольный клуб из города Сан-Антонио, штата Техас. Клуб выступал в Североамериканской футбольной лиге, втором по силе футбольном чемпионате США и Канады.

## История
Клуб был основан в 2010 году, а 4 октября руководство заявило, что команда войдёт в состав NASL в 2012 году.
Официальное название команды объявлено на пресс-конференции 10 января 2011 года.
В первом своём матче в составе NASL команда сыграла вничью с «Атланта Силвербэкс» 0:0.
Первый гол в истории клуба забил Пабло Кампос, на 41-й минуте матча против «Форт-Лодердейл Страйкерс». Второй гол, в том матче, забил Ханс Дениссен, в дополнительное время. Игра завершилась со счётом 2:2, что принесло команде первые очки в сезоне.
27 августа 2013 года Тим Ханкинсон был уволен с поста главного тренера после того, как команда проиграла первые четыре из четырнадцати матчей сезона. На его место был временно назначен заместитель тренера Ален Марсина. 20 ноября 2013 Марсина был официально утверждён на пост главного тренера команды.
В сезоне 2014 «Сан-Антонио Скорпионс» стал чемпионом NASL, обыграв в Соккер-боуле, состоявшемся 15 ноября 2014 года, «Форт-Лодердейл Страйкерс» со счётом 2:1.
«Сан-Антонио Скорпионс» заявил о своей заинтересованности в переходе в MLS, когда весной 2014 года владелец клуба Гордон Хартман провёл предварительные переговоры с комиссионером лиги Доном Гарбером. По состоянию на январь 2015 года по словам Гарбера переговоры Сан-Антонио с MLS велись «очень активно». 26 февраля 2015 года городской совет Сан-Антонио, владелец «Скорпионс» Гордон Хартман и комиссионер MLS Дон Гарбер получили письмо от президента Федерации футбола Мексики Хустино Компеана с поддержкой заявки Сан-Антонио на франшизу MLS.
22 декабря 2015 года город Сан-Антонио и округ Бэр выкупили «Тойота Филд» и Футбольный комплекс региона Южного Техаса за $18 млн и передали их в управление на 20 лет Spurs Sports and Entertainment, который объявил о создании франшизы USL, и таким образом клуб NASL «Сан-Антонио Скорпионс» прекратил существование.

## Стадион
В сезоне 2012 клуб проводил свои домашние матчи на «Хироуз Стэдиум».
В 2013 году для клуба был построен «Тойота Филд».

## Главные тренеры
- Тим Ханкинсон (2012—2013)
- Ален Марсина (2013—2015)

## Достижения
- Чемпион Североамериканской футбольной лиги: 2014